# 日本新聞協会賞
日本新聞協会賞（にほんしんぶんきょうかいしょう）は、日本新聞協会が主催する新聞・通信・放送の賞である。1957年創設。新聞協会に加盟するすべてのマスメディアを対象に、そのマスメディアの全体の信用と権威を高めるような活動を促すことを目指して表彰する。
賞は大きく「編集部門」、「技術部門」、「経営・業務部門」の3つ（編集部門はさらに「ニュース」「写真・映像」「企画」の3つに細分）に分けて、原則として毎年協会が指定した日までの1年間の業績に対して表彰をする。ただし、指定日を越える長期の活動については過去の総合的な業績を踏まえて評価する。なお編集部門では、指定日よりも後に起こったニュースに対する取り組みについてどうしても受賞させたいと加盟社又は協会が判断した場合、追加応募を認める。追加エントリーは受賞を前提に審査されることがほとんどである。
協会賞受賞のマスメディア関係者には毎年新聞週間（10月）に開催する「新聞大会」で表彰し、賞状とメダルを贈呈する。新聞大会終了後に追加授賞する場合は、関係者を東京・内幸町プレスセンタービルの協会本部に呼んで表彰する。
2020年度からは贈賞対象を編集部門に絞り、新聞報道の力を社会に訴える賞であることを明確にした。従来の新聞協会賞技術部門は「新聞技術賞」、経営・業務部門は「新聞経営賞」に改称。新聞協会賞は、「ニュース」「写真・映像」「企画」の3部門で募集している。
毎日新聞社は2020年度までに32回受賞しており、協会加盟社中最多である。
以下に挙げる受賞作は、「新聞技術賞」、「新聞経営賞」も含めたものである。

## 受賞作

### 編集部門
1957年度
- 親さがし運動（朝日新聞）
- 「暴力新地図」「官僚にっぽん」「税金にっぽん」（毎日新聞）
- 報道写真についての業績（京都新聞）

1958年度
- 「神風タクシー」追放の企画記事（朝日新聞）
- 「危い遊び場一掃運動」の紙面展開（中部日本新聞）

1959年度
- 企画記事「瀬戸内海」（中国新聞）
- 「傷ついた記録」「ここに太陽が」「十代」など青少年を守る運動の一連の企画（西日本新聞）

1960年度
- 「豊かな国土を築こう」など九州地域経済振興に関する一連の企画（西日本新聞）
- ガンシリーズ（山陽新聞）
- 世界の鼓動（朝日新聞）

1961年度
- 企画記事「北洋」（北海道新聞）
- 伊勢湾台風災害復旧の堤防工事の不正を摘発し、一般災害復旧工事に警告を与えた一連のキャンペーン（中部日本新聞）
- 写真「浅沼委員長刺さる」（毎日新聞）

1962年度
- 北九州五市合併促進キャンペーン（毎日新聞、RKB毎日放送）
- 世界移動特派員としての業績（朝日新聞）
- ニュース「米政府が日本企業を誘致」（日本経済新聞）
- 年次計画「石炭を救おう」（西日本新聞）

1963年度
- 「みんな勇気を、許すまい小暴力」など小暴力追放キャンペーン（サンケイ新聞）
- 連載企画「国有林を見直そう」（東奥日報）
- 連載企画「学者の森」（毎日新聞）

1964年度
- 新潟地震と新潟日報（新潟日報）
- 連載企画「組織暴力の実態」（毎日新聞）
- ギャチュン・カン登山の報道（信濃毎日新聞）

1965年度
- 企画「泥と炎のインドシナ」（毎日新聞）
- 特集「ヒロシマ二十年」を頂点とする原爆関係報道（中国新聞）
- 住民参加の共同社会開発キャンペーン（神戸新聞）
- 国内航空機・帯広で片足着陸―機内でのフィルム取材（日本テレビ放送網）

1966年度
- 連載キャンペーン「心身障害者に愛の手を」（山陽新聞）
- 連載「物価戦争」による物価引き下げキャンペーン（読売新聞）
- 年間キャンペーン「青少年を守ろう」（中部日本新聞）

1967年度
- 恵庭事件公判の一連の報道（北海道新聞）
- 黒い霧キャンペーン（毎日新聞）
- 「宝池を返せ」―“暴走サーキット族”追放キャンペーン（京都新聞）

1968年度
- ポンド切り下げの報道（共同通信）
- 吹っ飛ばせ県民病（秋田魁新報）
- エンタープライズ日本海入口に（朝日新聞）

1969年度
- 三菱重工、クライスラー提携へ（日本経済新聞）
- 紙上国会・安保政策の総討論（毎日新聞）
- 年間キャンペーン「地方自治を守ろう」の一連の記事（北日本新聞）
- NHK特派員報告・ナイジェリアの悲劇―内戦の現状とビアフラ（日本放送協会）

1970年度
- 黒部市カドミウム公害のスクープ（北日本新聞）
- 解放戦線の光と影・ジャングル抑留記（中部日本新聞）
- 提唱・北陸の道を無雪に（北国新聞）

1971年度
- 「中国、米卓球チームを招待」のスクープ（共同通信）
- 「第一・勧銀が対等合併」のスクープ（日本経済新聞）
- いのちを守る―地域医療の確立のために（西日本新聞）
- あしたの人間（福井新聞）

1972年度
- 「みんなの階段―老人問題への提言」（新潟日報）

1973年度
- 連載企画「植物人間」（河北新報）

1974年度
- 「金大中事件に、韓国公的機関員が介在」の特報について（読売新聞）
- 「水のカルテ―水問題への提言」（新潟日報）
- 「豊かさの条件」（秋田魁新報）

1975年度
- 「連続企業爆破事件の犯人グループ、きょういっせい逮捕」のスクープ（サンケイ新聞）

1976年度
- 「幸恵ちゃんは無事だった!足立の産院誘かい事件、留置の女性、けさ再逮捕」のスクープ（サンケイ新聞）
- 「町と村の議会―分権と福祉をめざして」（熊本日日新聞）

1977年度
- コーチャン・単独会見記事（朝日新聞）
- 「弘前大学教授夫人殺し再審事件」に関する一連の報道（読売新聞）
- 企業問題特別取材班・企業とは何か（日本経済新聞）
- 桜島重点企画―「火山灰に生きる」（南日本新聞）
- NHK特集「ある総合商社の挫折」（日本放送協会）
- 「ソ連ミグ25戦闘機によるベレンコ中尉亡命事件」の写真報道（北海道新聞）

1978年度
- 「近代化進める中国に関する報道」（共同通信）
- 「ながい坂―老人問題を考える」（高知新聞）
- 「木村王国の崩壊」（朝日新聞）
- 「医療をどうする」（読売新聞）
- 「中国漁船団による尖閣領海侵犯事件の写真報道」（琉球新報）

1979年度
- 「埼玉県・稲荷山古墳の鉄剣から『ワカタケル雄略天皇』の銘のスクープ」（毎日新聞）
- 「されど海へ」（北国新聞）
- 「高校生宙に舞う」（西日本新聞）

1980年度
- 「『早稲田大学商学部入試問題漏えい事件』のスクープ」（毎日新聞）
- 「KDD事件特報」（日本経済新聞）
- 「トカラ 海と人と」（南日本新聞）

1981年度
- 「ライシャワー元駐日大使の核持ち込み発言」（毎日新聞）
- 「あすの障害者福祉」（山陽新聞）
- 「『君よ太陽に語れ』―差別と人権を考える―」（西日本新聞）
- 「ベビーホテル・キャンペーン」（東京放送）

1982年度
- 「トヨタ・GM提携交渉に関する特報」（日本経済新聞）
- 「『談合』キャンペーン」（朝日新聞）
- 「ニュースセンター特集―操縦室で何が起きたのか・日航機墜落事故―」（日本放送協会）

1983年度
- 「『ブレジネフ書記長死去』のスクープ」（共同通信）
- 「行革キャンペーン武蔵野市4000万円退職金引き下げを中心とする報道」（サンケイ新聞）
- 「スパイクタイヤ追放キャンペーン」（河北新報）
- 「長期連載企画『裁かれる“首相の犯罪”ロッキード疑獄法廷全記録』」（東京新聞）

1984年度
- 「東京医科歯科大学教授選考汚職事件の一連の報道」（朝日新聞）
- 「連載ルポルタージュ『日本の幸福』」（共同通信）
- 「連載企画『老春の門』」（南日本新聞）
- 「報道特集『アキノ白昼の暗殺』」（東京放送）

1985年度
- スクープ「日航ジャンボ機墜落事故『墜落現場に生存者がいた!』」（フジテレビジョン）
- 「ヒロシマ40年」報道「段原の700人」「アキバ記者」（中国新聞）
- 連載企画「ルポ 精神医療」（熊本日日新聞）
- ドキュメンタリー「不思議の国の20年〜老人性痴呆症の裏側」（RKB毎日放送）
- カラー写真連載企画「新しなの動植物記」（信濃毎日新聞）

1986年度
- 連載企画「シベリア抑留」（中国新聞）
- 「在韓日本人妻里帰り」キャンペーン（読売新聞）
- 連載企画「『北の隣人』―日ソ国交回復30年」（北海道新聞）
- スクープ写真「車イスの田中元首相」（毎日新聞）

1987年度
- 「チェルノブイリ原発事故に関するソ連報告書のスクープ」（朝日新聞）
- 連載企画「一人三脚・脳卒中記者の記録」（毎日新聞）
- 連載企画「ドキュメント・瀬戸大橋」（山陽新聞）

1988年度
- 「天皇陛下のご病気、手術」のスクープ（朝日新聞）
- 「大阪府警の警察官による拾得金15万円の横領と届け出た主婦犯人扱い事件に対するキャンペーン」（読売新聞）
- 連載企画年間シリーズ「火山と人間」同時カラー連載「世界火山の旅」（南日本新聞）
- NHK特集「2・26事件 消された真実〜陸軍軍法会議秘録」（日本放送協会）
- 「陛下 お元気に日光浴」のスクープ（共同通信）

1989年度
- 連載企画『政治家とカネ』（毎日新聞）
- 連載企画「東京都湯沢町」（新潟日報）
- NHKスペシャル「国境を越えた和解〜上海列車事故補償交渉の記録〜」（日本放送協会）

1990年度
- 「ソ連、共産党独裁を放棄」のスクープ（産経新聞）
- 連載企画「世界のヒバクシャ」（中国新聞）
- 連載企画「いわて農業 市場開放に挑む」（岩手日報）
- NHKスペシャル「こうして安保は改定された〜機密外交文書が語る日米交渉〜」（日本放送協会）
- 本島長崎市長銃撃現場のスクープ写真（長崎新聞）

1991年度
- 4大証券損失補てん先リスト特報（日本経済新聞）
- キャンペーン 地方分権―自立と連合を求めて―（西日本新聞）
- 連載企画「銀のしずく」（北海道新聞）
- 「特別企画 感動!そして発見!ソ連横断4万キロ〜激動編〜」（日本テレビ放送網）
- 「雲仙・普賢岳噴火 直撃する火砕流の恐怖 2枚組」（読売新聞）
- 緊急特集 サンデー版1 終面30段見開き『湾岸情勢大地図』（中日新聞）

1992年度
- 「『リクルート ダイエーの傘下に』江副前会長の持ち株を譲渡」のスクープと一連の続報（毎日新聞）
- 連載企画「美の回廊」（日本経済新聞）
- 「考えよう農薬」「減らそう農薬」キャンペーン―地域から問う環境・人間・食糧（河北新報）
- NHKスペシャル「化学兵器」（日本放送協会）
- PKOぐったり“良識の歩み”（読売新聞）
- 連載カラー写真企画「渡良瀬有情」（東京新聞）
- メディア欄の創設（朝日新聞）

1993年度
- 「『金丸氏側に5億円』と供述/東京佐川急便の渡辺元社長」をはじめとする金丸信自民党副総裁（当時）らの政界捜査をめぐる一連のスクープ（朝日新聞）
- 「仙台市長に1億円 ゼネコン巨額汚職」のスクープ（産経新聞）
- 連載企画「仮面の家」（共同通信）
- 連載企画「地方政治 永田町の源流」（熊本日日新聞）
- いのちの水際をささえて〜新生病院の試み〜（信越放送）
- 「橿原神宮・神楽殿炎上」のスクープ 炎上する神楽殿と逃げ惑う巫女さん（共同通信）
- 連載企画写真「素顔の湿地」（産経新聞）
- 事件報道の改革「福岡の実験」―容疑者の言い分掲載―（西日本新聞）

1994年度
- 「政治報道をめぐるテレビ朝日報道局長発言」のスクープ（産経新聞）
- 連載企画「医療ルネサンス」（読売新聞）
- 連載企画「官僚」（日本経済新聞）
- 連載企画「こころの世紀」（京都新聞）
- 「愛する人たちへ最期は家で…」（全国朝日放送）
- 「中華航空機・エアバス 墜落・炎上」のスクープ写真（中日新聞）
- 連載写真企画「こころの伏流水―北の祈り」（河北新報）
- 地方版のニュースサマリー「きのう 今日 あす」（北海道新聞）

1995年度
- 「三菱・東銀の対等合併」の特報（日本経済新聞）
- 「ヒロシマ50年」報道 特集「検証ヒロシマ1945-1995」連載「核と人間」インタビューシリーズ「核時代 昨日・今日・明日」（中国新聞）
- 神戸新聞 京都新聞合同連載企画「生きる」（神戸新聞、京都新聞）
- 連載企画「幸福のかたち―福祉県・岡山を問う」（山陽新聞）
- SBCスペシャル 原告番号38〜エイズ・少年の死は訴える〜（信越放送）
- 「オウム真理教 麻原彰晃容疑者の連行写真」のスクープ（山梨日日新聞）
- 連載カラー企画「富士異彩」（東京新聞）
- 有権者はいま 静岡定点調査（朝日新聞）

1996年度
- 「米軍普天間基地の全面返還日米合意の特報」（日本経済新聞）
- 長期大型連載企画「未来史閲覧」（産経新聞）
- 「北海道庁公費乱用 一連の報道」（北海道新聞）
- 総集「沖縄・米軍基地問題」（沖縄タイムス）
- 報道ドキュメンタリー番組 不妊治療と減胎手術〜ある医師と218人の選択〜（長野放送）
- 福岡空港でのガルーダ・インドネシア航空機炎上事故（西日本新聞）
- 連載写真企画「イーハトーブ幻想」〜賢治の遺した風景〜（河北新報）
- 「アウンサンスーチー、ビルマからの手紙」（毎日新聞）
- NIE運動に先駆ける「こども高知新聞」の成果（高知新聞）

1997年度
- 北朝鮮による日本人拉致事件疑惑 17年を隔てた2件のスクープ（産経新聞）
- 海外通年企画「生の時・死の時」（共同通信）
- 連載企画・キャンペーン「オリザの環」（河北新報）
- 全国最悪の58億円余に上る福岡県の公金不正支出スクープと地方からの改革を訴える「出直せ自治体」連載 特集企画記事（西日本新聞）
- 報道スペシャル「空白の家族たち〜北朝鮮による日本人拉致疑惑〜」（朝日放送）
- ペルーの日本大使公邸人質事件「日本人人質の安否など公邸内写真」のスクープ（共同通信）
- 連載カラーグラフ「またあした」〜筋ジストロフィーと生きる〜（熊本日日新聞）
- 行政改革読者アンケート（東京新聞）

1998年度
- 「卵子提供受け体外受精『妻以外の女性から』国内初」のスクープ（読売新聞）
- 「山一證券 自主廃業へ」のスクープ（日本経済新聞）
- 「検証・老人デイケア」キャンペーン（琉球新報）
- 「素顔の中学生 保健室から」（朝日新聞）

1999年度
- 「興銀・第一勧銀・富士銀 共同持ち株会社を設立」のスクープ（日本経済新聞）
- 「北朝鮮がテポドン発射を準備」のスクープ（産経新聞）
- 「和歌山市のカレー毒物混入、詐欺事件」でのスクープ（朝日新聞）
- ユーゴ・コソボ紛争の一連の写真報道（読売新聞）
- 連載企画「であい しまなみ」（中国新聞）
- 「介護のあした」（信濃毎日新聞）

2000年度
- 集団警ら隊の連続暴行や覚せい剤もみ消し疑惑など、神奈川県警不祥事のスクープ（時事通信）
- 「夜明けの救出」西鉄高速バス乗っ取り事件で人質の女児救出をスクープ（共同通信）
- 「片山隼君事故」から事件事故被害者の権利と支援策の確立を追求し続けたキャンペーン報道（毎日新聞）

2001年度
- 「旧石器発掘ねつ造」のスクープ（毎日新聞）
- 衝撃に震える児童―大阪教育大附属池田小事件―（産経新聞）
- 「やみ融資問題」の調査報道と企画連載「黒い陽炎―県やみ融資究明の記録―」（高知新聞）

2002年度
- 防衛庁による情報公開請求者リスト作成に関するスクープ（毎日新聞）
- 「カブール陥落」アフガニスタンの首都カブール制圧をスクープ（共同通信）
- 瀋陽亡命事件のビデオ映像（共同通信）
- 連載「テロリストの軌跡 アタを追う」とそれに関わる一連の報道（朝日新聞）
- 連載企画「テロと家族」（中日新聞）
- キャンペーン 断ち切れ 暴走の連鎖 -「ただいま」が聞きたくて（中国新聞）
- シリーズ検証・C型肝炎（フジテレビジョン）

2003年度
- 自衛官募集のための住民基本台帳 情報収集に関するスクープ（毎日新聞）
- 「生保予定利率下げ問題」の一連の報道（日本経済新聞）
- 検証・ハンセン病史（熊本日日新聞）

2004年度
- 「UFJ、三菱東京と統合へ」の特報（日本経済新聞）
- イラク国連バグダッド事務所爆破テロ〜瞬間映像のスクープ（日本放送協会）
- 北海道警察の裏金疑惑を追及した一連の報道（北海道新聞）
- キャンペーン企画「拉致・北朝鮮」（新潟日報）

2005年度
- 「紀宮さま、婚約内定」の特報（朝日新聞）
- JR宝塚線脱線事故の発生から運転再開までの一連の写真報道（朝日新聞）
- 阪神・淡路大震災10年キャンペーン報道「守れ いのちを」（神戸新聞）
- 企画「沖縄戦新聞」（琉球新報）

2006年度
- 「昭和天皇、A級戦犯靖国合祀に不快感」を記した富田朝彦・元宮内庁長官の日記・手帳（富田メモ）に関する特報（日本経済新聞）
- 「パキスタン地震」一連の写真報道（毎日新聞）
- 連載企画「折れない葦」（京都新聞）
- 検証 水俣病50年（西日本新聞）

2007年度
- 「高校必修科目未履修」の特報（北日本新聞）
- 長崎市長銃撃事件の写真報道（毎日新聞）
- 連載企画「民が立つ」（信濃毎日新聞）
- NHKスペシャル「ワーキングプア」（日本放送協会）

2008年度
- 「石綿被害 新たに520カ所 厚労省は非公表」のスクープなどアスベスト被害の情報公開と被害者救済に向けた一連の報道（毎日新聞）
- ミャンマー軍兵士による長井健司さん銃撃の瞬間ビデオ映像スクープ（フジテレビジョン）
- 長期連載企画「揺らぐ安全神話 柏崎刈羽原発」と関連ニュース報道（新潟日報）

2009年度
- 写真連載「東京Oh!」（東京新聞）
- 「無保険の子」救済キャンペーン（毎日新聞）
- 連載企画「川辺川ダムは問う」（熊本日日新聞）

2010年度
- 「核密約文書 佐藤元首相邸に 日米首脳『合意議事録』存在、初の確認」のスクープ（読売新聞）
- 「大阪地検特捜部の主任検事による押収資料改ざん事件」の特報及び関連報道（朝日新聞）
- 「北朝鮮の金正日総書記、4年ぶり訪中」のスクープ写真（共同通信）
- 奇跡の生還〜転覆漁船からの救出の瞬間（日本放送協会）
- 「笑顔のままで 認知症-長寿社会」（信濃毎日新聞）

2011年度
- 「力士が八百長メール」のスクープをはじめ大相撲八百長問題を巡る一連の報道（毎日新聞）
- 「3・11 大津波襲来の瞬間」をとらえたスクープ写真（毎日新聞）
- 写真企画「平成三陸大津波 記者の証言」（岩手日報）
- 平野を襲う大津波の中継（日本放送協会）
- 「東日本大震災一連の報道〜31世紀への証言〜」（岩手日報）
- 「東日本大震災」（河北新報）

2012年度
- 東電女性社員殺害事件・再審請求審のDNA鑑定結果を巡る一連のスクープ（読売新聞）
- 連載写真企画「命のゆりかご〜瀬戸内の多様な生態系」（中国新聞）
- 長期連載企画「プロメテウスの罠」（朝日新聞）
- 東日本大震災 東京電力福島第一原発事故 一連の報道（福島民報）
- 連載企画「居場所を探して―累犯障害者たち」（長崎新聞）

2013年度
- 「手抜き除染」一連のスクープ（朝日新聞）
- 柔道女子代表の暴力・パワーハラスメント問題のスクープ（共同通信）
- NHKスペシャル「世界初撮影!深海の巨大イカ」（日本放送協会）
- 長期連載企画「日ロ現場史」（北海道新聞）
- 「環り（めぐり）の海」琉球新報・山陰中央新報合同取材班（琉球新報、山陰中央新報）

2014年度
- 徳洲会から猪瀬直樹・前東京都知事への5000万円提供をめぐる一連のスクープと関連記事（朝日新聞）
- 潮路はるかに 慶長遣欧使節船出帆400年（河北新報）
- 「太郎さん」など認知症の身元不明者らを巡る「老いてさまよう」の一連の報道（毎日新聞）
- 東日本大震災・東京電力福島第一原発事故「原発事故関連死」不条理の連鎖（福島民報）
- 温かな手で-出産を支える社会へ（信濃毎日新聞）

2015年度
- 群馬大学病院での腹腔鏡手術をめぐる一連の特報（読売新聞）
- 御嶽山噴火「火山灰の中に生存者」のスクープ写真（産経新聞）
- 御嶽山噴火災害の一連の報道と連載企画「火山と生きる 検証・御嶽山噴火」を中心とするキャンペーン（信濃毎日新聞）
- NHKスペシャル「沖縄戦 全記録」（日本放送協会）

2016年度
- 連続震度7「奇跡の救出」など熊本地震の写真報道（毎日新聞）
- 鬼怒川決壊「濁流に呑（の）み込まれる家族」のスクープ映像（フジテレビジョン）
- 命の軌跡　～東日本大震災5年　一連の報道～（岩手日報）
- 天皇陛下「生前退位」の意向のスクープ（日本放送協会）

2017年度
- 博多金塊事件と捜査情報漏えいスクープ（西日本新聞）
- 「防衛省『日報』保管も公表せず」の特報（日本放送協会）
- ボルトも驚がく 日本リレー史上初の銀（毎日新聞）
- 議会の不正追及と改革を訴えるキャンペーン報道「民意と歩む」（北日本新聞）

2018年度
- 財務省による公文書の改ざんをめぐる一連のスクープ（朝日新聞）[5]
- キャンペーン報道「旧優生保護法を問う」（毎日新聞）[6]
- 連載企画「止まった刻（とき）　検証・大川小事故」（河北新報）[7]

2019年度
- 「関西電力役員らの金品受領問題」スクープと一連の報道（共同通信）
- イージス・アショア配備問題を巡る「適地調査、データずさん」のスクープなど一連の報道（秋田魁新報）
- 台風21号　関空大打撃（毎日新聞）
- 連載企画「データの世紀」とネット社会に関する一連の調査報道（日本経済新聞）

2020年度
- 「にほんでいきる」　外国籍の子どもたちの学ぶ権利を問うキャンペーン報道（毎日新聞社）「にほんでいきる」取材班
- 「戦没者遺骨の取り違え公表せず」の一連のスクープ（日本放送協会）「遺骨問題」取材班
- 教員間暴力のスクープと神戸の教育を巡る一連の報道（神戸新聞社）学校再生取材班
- コロナ重症病棟　医師たちの闘い（フジテレビジョン）ニュース総局報道局報道センター報道番組部
- 焼け落ちた沖縄の象徴（沖縄タイムス社）編集局写真部
- 「ヒロシマの空白　被爆75年」「ヒロシマの空白　被爆75年　街並み再現」（中国新聞社）「ヒロシマの空白」取材班

2021年度
- 「緊迫ミャンマー 市民たちのデジタル・レジスタンス」「混迷ミャンマー 軍弾圧の闇に迫る」（日本放送協会）
- LINEの個人情報管理問題スクープ（朝日新聞）
- 愛知県知事リコール署名偽造事件報道（中日新聞・西日本新聞）
- Photo「ぬくもりは届く　コロナ防護服、高齢者施設が導入」（毎日新聞）
- 東日本大震災10年（河北新報）
- シラスウナギ密漁問題の連載報道「追跡・白いダイヤ　―高知の現場から―」（高知新聞）

2022年度
- 基幹統計調査の不正をめぐるスクープ報道（朝日新聞）
- 2020東京オリンピックをめぐる汚職事件のスクープ報道（読売新聞）
- 安倍晋三銃撃事件で安倍晋三が撃たれた直後を撮影（毎日新聞）
- 連載記事｢太田川　恵みと営み｣（中国新聞）
- 企画連載『消えた「四島返還」』他（北海道新聞）
- 熱海市伊豆山土石流災害を発端とする企画連載「残土の闇　警告・伊豆山」（静岡新聞）

2023年度
- 「海外臓器売買・あっせん」を巡る一連のスクープ（読売新聞）
- 神戸連続児童殺傷事件全記録廃棄スクープと一連の報道（神戸新聞）
- 「伝えていかなければ」沖縄・渡嘉敷島 集団自決の生存者（毎日新聞）
- 「精神科病院で患者虐待や高い死亡退院率」の一連のスクープと調査報道（日本放送協会）
- 企画連載「人権新時代」（西日本新聞）

2024年度
- 自民党派閥の裏金問題をめぐるスクープ報道と関連報道（朝日新聞）
- 福祉事業会社「恵」の不正に関するスクープと、一連の報道（中日新聞）
- 能登半島地震「珠洲市街地に押し寄せる津波、輪島朝市通り炎上」のスクープ写真（北國新聞）
- 連載企画「里へ 人と自然のものがたり」（神戸新聞）
- OSINTと3D表現技術による新たなデジタル報道手法の開拓（日本経済新聞）
- 京都アニメーション放火殺人事件連載企画「理由」と公判報道（京都新聞）

### 技術部門
1957年度
- 全自動モノタイプの実用化（毎日新聞）
- 新聞原色印刷の発展（中部日本新聞）
- 模写電送方式による新通信機アーク・ファクスの完成、実用化（朝日新聞）

1958年度
- 光電トランジスター採用によるフル・オートペースターの研究、実用化（読売新聞）
- 「写真電送録画装置」の考案、実用化（北海道新聞）

1960年度
- 日刊新聞の高速度オフセット印刷の成功（朝日新聞）
- 絵画の多色刷り製版のレタッチに関する特殊技法の研究（京都新聞）

1961年度
- プリントファクス装置を利用した簡易新聞号外発行機（読売新聞）

1962年度
- 新聞印刷ガイドブック3分冊（活版編・写真製版編・印刷編）の発行（毎日新聞、日本経済新聞、産業経済新聞ほか）

1963年度
- 連数字鋳植機（日本経済新聞）

1964年度
- 自動計数紙取り装置（中部日本新聞）
- 表彰・「みどり丸遭難事件」の報道記事と報道写真（沖縄タイムス）

1965年度
- ラップアラウンド印刷法における丸版腐食機の完成（日本経済新聞）

1966年度
- 商況紙面機械化に関するカナテレシステム多元化の開発（共同通信）

1969年度
- 漢テレモニター装置における電子化のための共同開発（共同通信）

1970年度
- 「三値アナログ方式による新聞ファクシミリ高速伝送装置」の完成（日本経済新聞）

1972年度
- 全自動モノタイプの改良と集中リモート・コントロール・システムについて（読売新聞）

1973年度
- 日刊紙におけるAPR製版システムの開発（日本経済新聞）

1974年度
- 新聞の印刷・発送自動化システムの開発（日本経済新聞）

1975年度
- ニュース集配信における電算システムの総合的開発（共同通信）

1976年度
- 新聞の多色刷り技法の開発（静岡新聞）
- コンピューターによる言語処理システムの研究開発（共同通信）

1977年度
- ミニコンネットワーク電算写植システム「サクセス」の開発（サンケイ新聞）
- ディップスの開発・実用化（日本経済新聞）
- 中日「分散出力型」集配信システム（中日新聞）

1979年度
- 「コンピューター処理による写真電送集配信システム」（共同通信）

1980年度
- 「レター・オフ機の開発と実用化」（信濃毎日新聞）

1981年度
- 「新しい新聞編集・製作システム『NELSON』の開発」（朝日新聞）

1982年度
- 「ニュース集配信および処理における電算システムの開発」（共同通信）

1983年度
- 「報道データベース・JACSと関連システムの開発」（時事通信）

1984年度
- 「KEY-LESS印刷方式その完成と実用化」（読売新聞）
- 「新聞製作のトータルシステム〜電算編集『ヘリオス』を中心に〜」（北国新聞）
- 「フィルムダイレクト伝送送信機の開発」（共同通信）

1986年度
- 「転写製版システム 基礎技術の研究確立と実用機の開発」（朝日新聞）

1987年度
- 宛名オンラインシステム基礎システムの開発と実用化（朝日新聞）
- 新聞印刷工場の自動化RXシステムの完成と実用化（読売新聞）

1988年度
- 高速デジタル写真電送システムの開発（共同通信）

1989年度
- 「新画像システムの開発と実用化」（読売新聞）

1990年度
- 総合情報システムSAN-NETの構築―独自の地紋見出し機能とカラー組版を中心に―（山梨日日新聞）

1991年度
- 新聞制作における衛星ネットワーク―衛星紙面伝送と新聞SNG開発と実用化―（毎日新聞）

1992年度
- CTP（直接製版）システム―基礎技術の研究確立と実用機の開発（朝日新聞）

1993年度
- 「高精度タワープレスの開発―ファンナウト抑制技術の確立とタワープレスの実用化―」（静岡新聞）

1996年度
- 「日経京都別館におけるダイレクト製版システムの開発・導入―FTP(Facsimile TO Plate)システム―」（日本経済新聞）

1997年度
- SGMLを採用した電子新聞の開発―電子新聞「毎日デイリークリック」の実用化（毎日新聞）

1998年度
- 素材管理システムの開発と実用化（読売新聞）
- 二十一世紀へ 「新CTS」全面稼働 NWS記者組版システム/新画像システムの完成（西日本新聞）

1999年度
- 二十一世紀の新技術基盤、次世代CTSに対応した新画像システム(CGS)の開発と実用化（中日新聞）
- 新聞制作システムOCEANの開発・導入（沖縄タイムス）

2001年度
- 48ページ一連印刷技術の確立と超々軽量紙（40g紙）の開発・実用化（日本経済新聞）

2005年度
- 新聞用FMスクリーンの実用化（朝日新聞）
- 高位・等品質カラー紙面の自動印刷システム開発と実用化（読売新聞）
- 新システム「コスモスIII」NewsMLは組み版の世界へ（信濃毎日新聞）

2006年度
- ATOMシステム〜セキュアでオープンなトータルシステムの構築〜（朝日新聞）

2007年度
- 創造と改革 マルチユースと究極の効率化を求めて新編集システム全面稼働 6つの基本システムを同時並行構築（西日本新聞）

2009年度
- 新AMスクリーン実用化 高精細高品質への挑戦（信濃毎日新聞）

2010年度
- 東阪統合組版システム（日刊スポーツ）

2011年度
- 新聞製作システム「ASURA」構築〜ユビキタス・インターフェースを目指して〜（産経新聞）

2012年度
- 競争と協調の時代へ〜カラープルーフの相互利用〜（朝日新聞、中日新聞）

2013年度
- 新印刷空調システムの実用化 輪転機結露ゼロへの挑戦（信濃毎日新聞）

2014年度
- 新聞制作の新基盤「NEO（ネオ）」構築〜クラウドのフル活用で一括更新、複合メディア時代の編集システム確立（日本経済新聞）

2015年度
- 新聞用完全無処理CTPプレートの開発と実用化〜環境対応型CTPプレートの最終形を目指して〜（読売新聞）

2017年度
- ローラ再生装置の開発（朝日新聞）

2018年度
- 読者と新聞社　リアルタイムでつなぐ～編集部門向けデジタル指標分析ツール「Hotaru」の開発（朝日新聞）[5]

2019年度
- ネットワークインフラの再編～利便性向上と新技術導入への挑戦～（朝日新聞）

### 新聞技術賞
2020年度
該当なし
2021年度
- スマートファクトリー～「見える化」で新聞の未来を拓く（中日新聞）

2022年度
- Auto-Palot Printing AI活用による輪転機自動運転とスキルレス化を目指して（読売新聞）

2023年度
- ブランケット復活装置の開発（朝日新聞）

2024年度
- 朝日・道新による統合編集システムの共同開発（朝日新聞・北海道新聞）

### 経営・業務部門
1958年度
- 国際空輸版の企画ならびに空輸販売（ジャパンタイムズ）
- 新聞社広告業務の合理化に関する作業（神戸新聞）

1959年度
- ファクシミリ版による日刊新聞の発行（朝日新聞）
- 新聞原価計算基準の作成（新聞原価計算グループ）

1961年度
- 漢字テレタイプによる新聞製作（信濃毎日新聞）

1962年度
- PCSによる計算体系（神戸新聞）
- 表彰・富士山をきれいにする運動とキャンペーン（山梨日日新聞）

1967年度
- 新聞業の付加価値分析統一計算基準と分析方式（日本新聞協会付加価値分析研究会）

1969年度
- 新聞製作工程の全自動写植化による経営の合理化（佐賀新聞）

1971年度
- 西日本新聞の新聞少年キャンペーン（西日本新聞）

1974年度
- 日経広告研究所の創立・維持を通ずる広告活動近代化の推進（日本経済新聞）

1977年度
- 山形中央図書館（山形新聞）

1978年度
- 「電算機利用による経営合理化―新製作体系への全面移行―」（日本経済新聞）

1980年度
- 「コスモスによる新聞製作」（信濃毎日新聞）

1983年度
- 「新聞販売店経営の近代化―新しい流通システムへの挑戦―」（熊本日日新聞）

1986年度
- 「地域情報ネットワーク」の展開（中国新聞）

1987年度
- 「ひろしまフラワーフェスティバル」の創造と展開（中国新聞）

1988年度
- 新聞博物館の開設―新時代の情報文化センターをめざして（熊本日日新聞）

1990年度
- 成果を挙げる「印刷局小集団活動」（中日新聞）
- 「京都21会議」の創設と展開―地方紙の新しいありかたを求めて―（京都新聞）

1991年度
- 河北新報社における事務改善・OA推進運動―多段階方式の管理部門活性化戦略の展開―（河北新報）
- 新しい時代の新聞社像―CIからPI運動へ 地域紙、5年がかりの挑戦（西日本新聞）

1992年度
- 新世代の新聞制作「ニュー・コスモス」への挑戦（信濃毎日新聞）
- 「エリアデータベース」の構築と活用〜情報新時代の販売所経営（中国新聞）

1995年度
- 南日本美術展50回記念「留学生たちのパリ展」地域が発信する芸術文化の国際交流事業（南日本新聞）

1996年度
- 広告業務への電子技術導入による高能率化、省力、省人化の達成（河北新報）

2000年度
- 明治の読売新聞CD-ROM（読売新聞）

2002年度
- 「全社員入力による事務系改革 ウエブ連携のトータルシステム」（信濃毎日新聞）
- 「広告を編集紙面と同じ鮮度に 総合デジタル化で開く広告の新境地―仕事の流れが変わる、社員の意識を変える―」（中日新聞）

2007年度
- 「動く新聞 聞こえる新聞」（東奥日報）
- 「静岡かがく特捜隊」の取り組み（静岡新聞）

2008年度
- 緊急時の「事業継続」検証系システムを活用した紙面制作（信濃毎日新聞）

2009年度
- 夢のボールパーク誕生サポート〜地域とともに歩む総合メディア企業の実践〜（中国新聞）

2010年度
- 「日本経済新聞 電子版」（Web刊）の創刊（日本経済新聞）
- 郷土の命 見守り続け〜「赤ちゃん会」80回の実践〜（高知新聞）

2011年度
- 英語子ども新聞［Let's えいGO!］（共同通信）

2013年度
- 下野新聞NEWS CAFEの開設とその取り組み（下野新聞）

2014年度
- 「復興大使」派遣事業（福島民報）
- 「みらい・つなぐ・ふくい」プロジェクト（福井新聞）

2015年度
- 117KOBEぼうさいマスタープロジェクト（神戸新聞）

2016年度
- 中国新聞SELECTの創刊〜新たな活字メディア戦略に挑む〜（中国新聞）

2018年度
- 「いのちと地域を守る」震災伝承・防災啓発プロジェクト～地方紙連携・地域協働による責務の共有と発信の強化（河北新報）[7]
- 業務改革、AIと向き合う　記事自動要約への挑戦（信濃毎日新聞）[8]

2019年度
- 日本経済新聞　新聞広告IoT宣言～新聞広告の価値向上を目指して～（日本経済新聞）
- キャンペーン「健康は子ども時代から」～血液異常・ゲーム依存症対策への取り組み～（四国新聞）

### 新聞経営賞
2020年度
- 小中学生新聞「くまTOMO」の登録会員とICTを活用した取り組み（熊本日日新聞）

2021年度
- 地エネの酒 for SDGs プロジェクト（神戸新聞）

2022年度
- 愛媛新聞forスタディ（eスタ）※eは丸の中にe ～有料化による持続可能な収益モデルの確立～（愛媛新聞）

2023年度
該当なし
2024年度
- 脳活新聞プロジェクト（西日本新聞）